# Saint-Pierre-de-Chevillé
Saint-Pierre-de-Chevillé is een gemeente in het Franse departement Sarthe (regio Pays de la Loire) en telt 355 inwoners (2005). De plaats maakt deel uit van het arrondissement La Flèche.

## Geografie
De oppervlakte van Saint-Pierre-de-Chevillé bedraagt 11,4 km², de bevolkingsdichtheid is 31,1 inwoners per km².
De onderstaande kaart toont de ligging van Saint-Pierre-de-Chevillé met de belangrijkste infrastructuur en aangrenzende gemeenten.

## Demografie
Onderstaande figuur toont het verloop van het inwonertal (bron: INSEE-tellingen).